# Curepipe
Curepipe (em francês:  La Ville-Lumière) é uma vila da Maurícia , localizada na parte oriental do país no distrito de Plaines Wilhems. A cidade é administrada pelo Conselho Municipal de Curepip, e se encontra numa área mais elevada, muitas vezes referida como o "planalto central". De acordo com o censo feito pelo Statistics Mauritius em 2011, a população da cidade era de 77.471 habitantes.

## Economia
A cidade abriga várias fábricas têxteis, a indústria de transformação de diamantes e uma série de empresas de joalharia. Além disso, lojas de artesanato, restaurantes e shopping centers resultam à mistura comercial da cidade.